# Хусяйнов, Зофер Мустафович
Зо́фер (Зуфер) Муста́фович Хуся́йнов (род. 25 февраля 1952, Москва) — советский и российский тренер по боксу. Тренер-преподаватель МИСиС, заслуженный тренер России (2006). Профессор, кандидат педагогических наук (1983).

## Биография
Зофер Хусяйнов родился 25 февраля 1952 года в Москве. Впервые увлёкся боксом ещё во время учёбы во втором классе школы, первое время тренировался под руководством своего дяди, который практиковал бокс в армии. В седьмом классе записался в секцию бокса при Спортивном клубе армии Московского военного округа, где был подопечным Александра Владимировича Шашкова и Анатолия Николаевича Виноградова. Довольно успешно выступал на юношеском уровне, одновременно с этим в 1974 году окончил Государственный центральный институт физической культуры и решил посвятить себя тренерскому делу.
Тренерскую деятельность начал в 1977 в боксёрской команде Московского энергетического института. В течение многих лет работал тренером-преподавателем на отделении бокса в Московском государственном горном университете и позже в Национальном исследовательском технологическом университете «МИСиС». Сотрудник учебно-тренировочного спортивного центра, заведующий кафедрой физической культуры и здоровья, профессор, кандидат педагогических наук, в 1983 году защитил диссертацию на тему «Формирование ударных движений с учётом скоростно-силовых особенностей боксёров-юношей».
За долгие годы тренерской работы подготовил многих титулованных спортсменов, добившихся успеха на международной арене. В разное время принимал участие в тренировочном процессе таких известных своих студентов как Никита Иванов, Овик Оганнисян, Сергей Водопьянов, Андрей Замковой, Адлан Абдурашидов, Евгений Тищенко, Мурат Храчев и др. Был первым тренером по боксу известного журналиста и мастера боевых искусств Сергея Бадюка, который пришёл к нему в 26-летнем возрасте.
За выдающиеся достижения на тренерском поприще в 2006 году Зофер Хусяйнов был удостоен почётного звания «Заслуженный тренер России».
Автор более 70 учебных и методических пособий по боксу. В 1995 году выпустил пользующуюся широкой известностью монографию «Тренировка нокаутирующего удара боксёров высокой квалификации».
В 2007 году в качестве тренера принимал участие в популярном реалити-шоу «Король ринга» на Первом канале, в частности занимался боксёрской подготовкой таких знаменитостей как Игорь Ливанов, Алексей Хворостян, Никас Сафронов, Александр Пороховщиков и др.